# Dynamoelektrisches Prinzip
Das dynamoelektrische Prinzip besagt, dass ein elektrischer Generator für die Anfangserregung zur Erzeugung elektrischer Spannung keinen von außen zugeführten elektrischen Strom benötigt, sondern sich diesen selbst durch den anfänglich geringen Restmagnetismus in der elektromagnetischen Erregerwicklung durch die elektromagnetische Induktion erzeugen kann. Der dadurch bewirkte, anfänglich sehr kleine Strom verstärkt wiederum den Magnetismus in der Erregerwicklung fortschreitend bis zum maximal möglichen Wert bei der magnetischen Sättigung des Eisenkerns. Dieses Wirkprinzip wird allgemein als positive Rückkopplung oder Mitkopplung bezeichnet.

## Entdeckungsgeschichte

Briefmarke der Deutschen Bundespost 1966

Werner von Siemens gilt allgemein als Entdecker dieser Erscheinung, nachdem er mit seinem Vortrag vor der Berliner Akademie der Wissenschaften am 17. Januar 1867 die erste wissenschaftliche Darstellung des dynamoelektrischen Prinzips gegeben hatte. Bereits vor Siemens (und auch praktisch zeitgleich mit ihm) gab es jedoch weitere Personen, die sich mit diesem Thema befassten und das Prinzip beschrieben.
So hatte Ányos Jedlik schon 1851/53 mit dem von der Maschine selbst erzeugten Strom die Feldmagnete gespeist und dies beschrieben, jedoch keinen weiteren praktischen Gebrauch davon gemacht.
Von dem Dänen Søren Hjorth wurde 1854 eine Generatormaschine mit „Rückkopplung“ zum Patent angemeldet, die sowohl Dauermagnete als auch Elektromagnete enthielt; er war damit der erste, der die Selbsterregung gefunden und ausgeführt hatte.
Fast zeitgleich mit Werner von Siemens entdeckte und publizierte Charles Wheatstone ebenfalls das dynamoelektrische Prinzip. Wheatstones Vortrag vor der Royal Academy am 14. Februar 1867 folgte unmittelbar dem Beitrag William Siemens’, der die Arbeit seines Bruders Werner von Siemens vorgestellt hatte.
Wheatstone befasste sich mit der Parallelschaltung von Anker- und Feldwicklung im Gegensatz zur Siemensschen Variante mit einer Reihenschaltung. Siemens erkannte die große Bedeutung der Selbsterregung von Generatoren ohne Abhängigkeit von äußeren Hilfsbetrieben mit den Worten: „Der Technik sind gegenwärtig die Mittel gegeben, electrische  Ströme von unbegrenzter Stärke auf billige und bequeme Weise überall da zu erzeugen, wo Arbeitskraft disponibel ist.“